# Paul Kingsley
Paul Kingsley – nigeryjski piłkarz grający na pozycji obrońcy. W swojej karierze rozegrał 4 mecze w reprezentacji Nigerii.

## Kariera reprezentacyjna
W reprezentacji Nigerii Kingsley zadebiutował 5 marca 1984 roku w wygranym 2:1 grupowym meczu Pucharu Narodów Afryki 1984 z Ghaną. Na tym turnieju zagrał jeszcze w trzech innych meczach: grupowym z Algierią (0:0), półfinałowym z Egiptem (2:2, k. 10:9) oraz finałowym z Kamerunem (1:3). Z Nigerią wywalczył wicemistrzostwo Afryki. Mecze w Pucharze Narodów Afryki były jego jedynymi rozegranymi w kadrze narodowej.